# Dryorhizopsidae
Dryorhizopsidae es una familia de foraminíferos bentónicos de la superfamilia Astrorhizoidea, del suborden Astrorhizina y del orden Astrorhizida. Su rango cronoestratigráfico abarca desde el Pennsylvaniense (Carbonífero superior) hasta la Actualidad.

## Discusión
Clasificaciones previas incluían Dryorhizopsidae en el suborden Textulariina del Orden Textulariida.

## Clasificación
Dryorhizopsidae incluye a las siguientes géneros:
- Dryorhizopsis
- Sagenina

Otro género considerado en Dryorhizopsidae es:
- Sagenella, aceptado como Sagenina